# Nurlu
Nurlu is een gemeente in het Franse departement Somme (regio Hauts-de-France) en telt 378 inwoners (1999). De plaats maakt deel uit van het arrondissement Péronne.

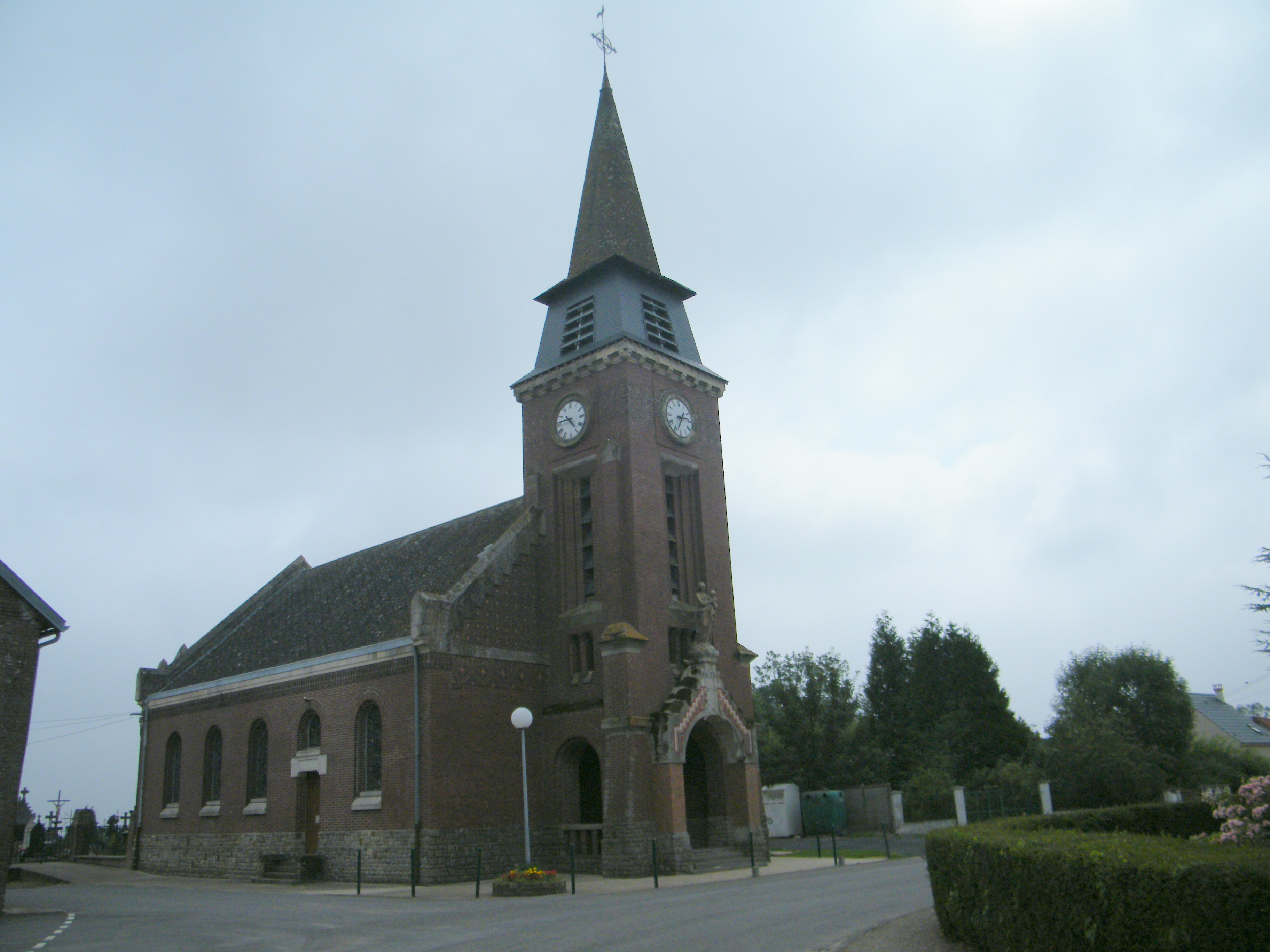
Kerk in Nurlu
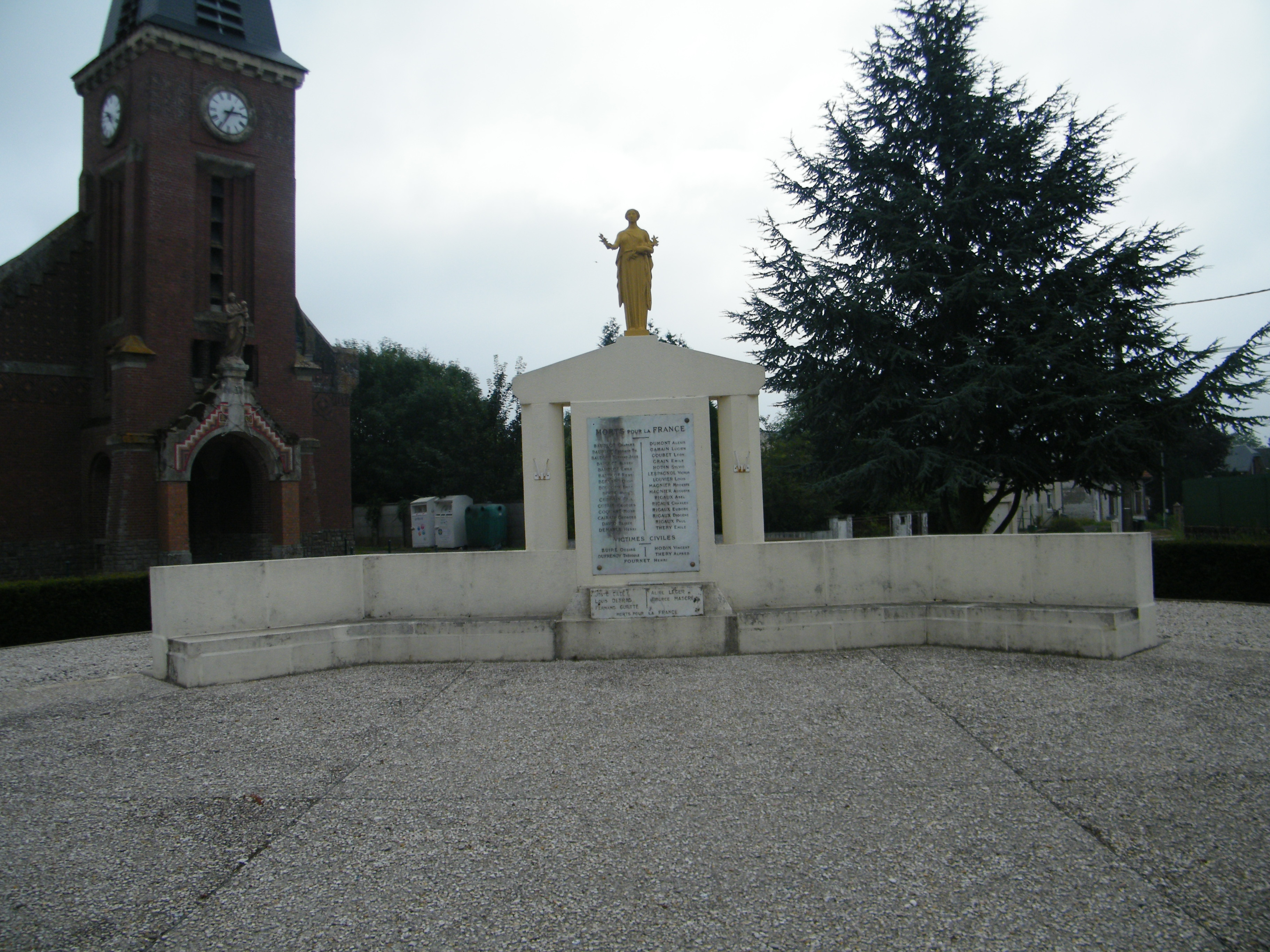
Oorlogsmonument
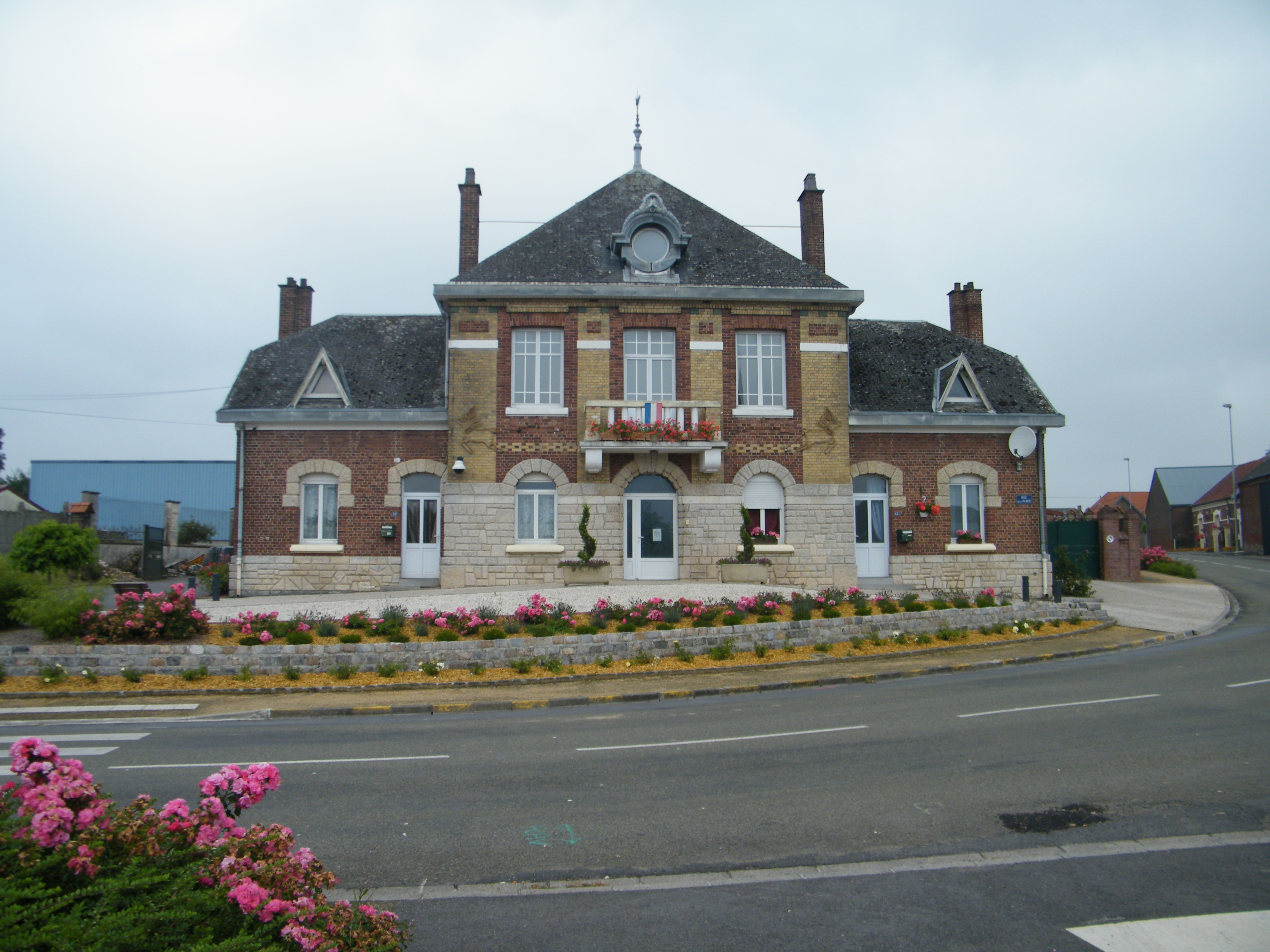
Gemeentehuis en school

## Geografie
De oppervlakte van Nurlu bedraagt 6,5 km², de bevolkingsdichtheid is 58,2 inwoners per km².
De onderstaande kaart toont de ligging van Nurlu met de belangrijkste infrastructuur en aangrenzende gemeenten.

## Demografie
Onderstaande figuur toont het verloop van het inwonertal (bron: INSEE-tellingen).